# La Longeville
La Longeville é uma comuna francesa na região administrativa de Borgonha-Franco-Condado, no departamento de Doubs. Estende-se por uma área de 15,66 km². Em 2010 a comuna tinha 826 habitantes (densidade: 52,7 hab./km²).